# Вулканешти (станція)
Вулкане́шти (рум. Vulcanesti) — село та залізнична станція Вулканештського округу в автономії Гагаузія, у Молдові.
В селі знаходиться залізнична станція Вулканешти, що за 6 км від міста Вулканешти.